# Confréries soufies au Maroc
Au Maroc, Les Confréries soufies ou Zaouïas , sont protégées par le Palais, qui s’appuie sur elles pour asseoir sa légitimité et en faire un rempart contre le salafisme wahhabite venu d’Arabie saoudite. Elles prônent un islam modéré, à forte connotation spirituelle, tourné vers la quête de soi et l’amour de Dieu, dans la même veine que la discipline du mystique persan, Djalâl ad-Dîn Rûmî.

## Introduction
Le Soufisme (At-tasawwuf) constitue la station de l'Excellence (Ihsân) en islam qui signifie l’excellence dans la foi et le comportement, dit : « …c’est que tu adores Dieu comme si tu Le voyais, car certes si tu ne Le vois pas, Lui te voit. » 

### Le soufisme, qu’est ce que c’est?
Toute voie spirituelle est un chemin qui va du fini vers l’Infini, du temporel vers l’éternel, de la lettre vers l’Esprit, est considérée en islam comme une voie ou Tariqa "en arabe",ordres mystiques  qui mène vers dieu, le but affiché étant recherche de l'Amour de Dieu et de la sagesse .La  Zaouïa (édifice religieux) constitue un espace de rassemblement des adeptes liés à une voie déterminée,il s'agit d'un espace de spiritualité et de méditation, dirigé par un Cheikh homme de Dieu et qui organise des  rituelles où le dikr signifie "l’évocation,rappel" est pratiqué. Ce Dikr est l’essence même du soufisme, il consiste à une répétition rythmée du mot Allah (Dieu) dans un état méditatif . la reconnaissance  du droit Chemin et le suivre est réalisable par Al-Houda (la Guidée),  Quant à ceux qui se mirent sur la bonne voie, Il les guida encore plus et leur inspira leur piété (Mohammad, V.17 ).

## Les Zaouïas
La Zaouïa est historiquement un refuge des ermites et des dévots. Elle attirait de toutes parts les gens se vouant à l'ascétisme. 
Depuis des siècles, le Maroc a connu la prolifération des zaouïas, qui avaient pour rôle social primordial de prodiguer un enseignement diversifié. Le résident, à l’époque, trouvait dans la zaouïa un lieu d’hébergement où il pouvait manger gratuitement et s’occuper de tout ce qui est religieux et culturel. Parmi les zaouïas marocaines liées aux diverses confréries  religieuses on cite :
- Zaouïa Karkariya
- Zaouïa Qadiriya Boutchichia :Plus grande confrérie soufie au Maroc
- Zaouïa Chadhiliyya, de son fondateur Abou Hassan al-Chadhili (1196 -1258).
- Zaouïa al-Jazoulia el-Djazouli [2]:
- Zaouïa Qadiriyya :
- Zaouïa Ayssawia [3]:
- Zaouïa Ouazzania :
- Zaouïa Touzaniyya :
- Zaouïa Derkaouia :
- Zaouïa Tijania :
- Zaouïa Kettania :
- Zaouïa Naciria :
- Zaouïa de Dila:
- Zaouia Cherkaouia
- Zaouïa des Hamadcha
- Zaouia d'Illigh
- confrérie des Chiadmas:sont les sept saints de Regraga dit Sebaâtou Rijales.
- Sept saints de Marrakech
- Zaouïa Hebriyya Belkaïdia Chadliya jazoulia.
- La zaouïa de Sidi Ahmed Ben Abi El Kassim Saoumaî à Béni Mellal
- Zaouïa idaousmlal.
- Zaouia Abdellaouia (Fès):fondateur Sidi Mohamed Ben Abdellah maane Al Andalousi (Abdellaoui maane).
- Zaouia de Sidi Bel Abbès à Marrakech

## Liens Internes
- Tijanisme
- Zaouïa de Dila
- Abd al Qadir al-Jilani
- Muhammad al-Hajj ad-Dila'i
- Marabout (islam)
- Naciri
- Abdeslam Ben Mchich Alami

## Liens Externes
- Les soufis de sa Majesté
- Bibliotheque Tidjani
- La maison d'iligh et l'histoire sociale du Tazerwalt
- La politique berbère du protectorat français au Maroc, 1912-1956: Les conditions d'établissement du Traité de Fez